# Hari-kuyō matsuri
Hari-kuyō  (針供養, Offrande des aiguilles) est une pratique populaire bouddhiste et shinto qui se déroule autour du 8 février dans le Kantō et du 8 décembre à Kyūshū et dans le Kansai. Lors de ce rite, les femmes vont donner en offrande leurs aiguilles brisées, tordues ou rouillées de l'année écoulée. On parle de « don de l'aiguille et de l'épingle », où hari veut dire « aiguille »  et kuyô qui est dérivé d'un mot sanskrit, pūjā ou pūjanā, signifie « apporter en offrande ».

## Histoire
Le Hari-kuyō aurait débuté il y a plus de quatre cents ans. Dans les traditions animistes, les objets ainsi que les humains, les animaux, les plantes et les objets sont considérés comme ayant un esprit. Ici, les pratiquants se rendent dans les sanctuaires shinto et les temples bouddhistes pour remercier leurs aiguilles cassées de leurs bons et loyaux services. Jadis les travaux d'aiguille se faisaient plutôt en saison morte quand les travaux des champs n'étaient plus possible. Or le 8 février marquait la reprise des travaux agricoles. Cette pratique tirerait son origine du culte d'Awashima, là les aiguilles ne sont pas piquées dans du tofu, mais enterrées dans un monticule dédié après avoir été purifiées.  

## Pratique moderne
Le jour dit, on vient porter dans les sanctuaires et les temples leurs aiguilles et épingles cassées. L'ambiance n'est pas festive, selon les régions les aiguilles sont piquées dans du tofu ou du konjac.

« Un petit autel à trois marches est dressé et suspendu avec une corde sacrée et des bandes de papier blanc découpé qui indiquent une zone sanctifiée. Sur la plus haute marche se trouvent des offrandes de fruits et de gâteaux sucrés. Sur la marche du milieu se trouve un gâteau de tofu et sur la marche du bas se trouvent divers accessoires de couture.
Ce jour-là, les couturières prennent des vacances et apportent leurs vieilles aiguilles au temple pour les planter dans un morceau de tofu ou de konnyaku. Des fils des cinq couleurs bouddhistes ont été utilisés avec les aiguilles. »

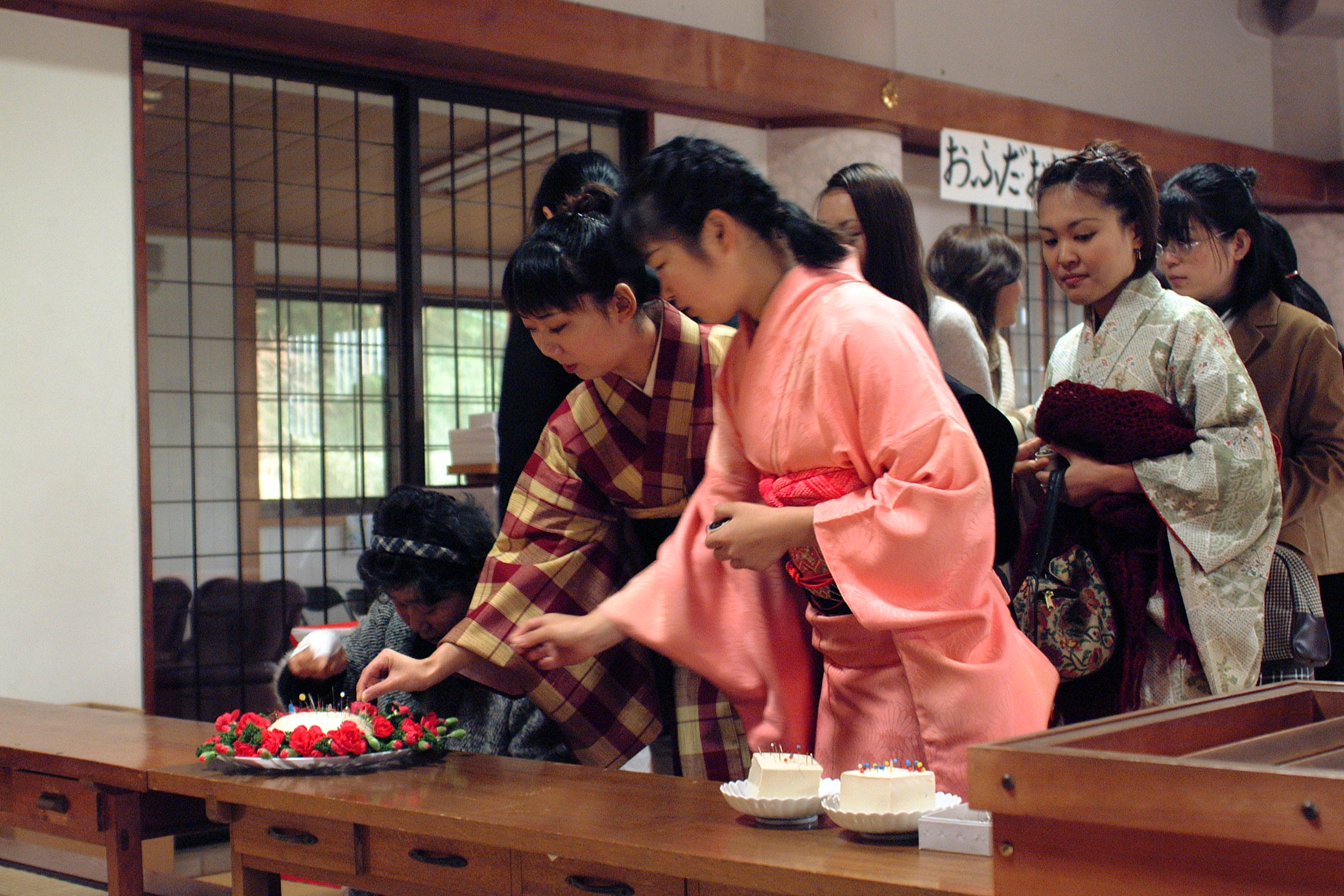
Une cérémonie au Awashima-jinja.